# Scut Bacău
Scut Bacău este o companie care se ocupă cu reparația, exploatarea, mentenanța și închirierea utilajelor de construcții și demolare.
Compania a înregistrat în anul 2007 venituri totale de 23,7 milioane lei (7,1 milioane euro)